# Германия на «Евровидении-1965»
Германия принимала участие в Евровидении 1965, проходившем в Неаполе, Италия. На конкурсе её представляла Улла Визнер с песней «Paradies, wo bist du?», выступавшая под номером 5. В этом году страна очередной раз заняла последнее место, получив 0 баллов. Комментатором конкурса от Германии в этом году был Герман Роккмен, глашатаем — Лиа Вохр.

## Национальный отбор
Национальный отбор проходил в Гамбурге. Жюри состояло из 11 человек, каждый из которых мог отдать балл понравившейся песне.
| Номер | Артист         | Песня                         | Баллы | Место |
| ----- | -------------- | ----------------------------- | ----- | ----- |
| 1     | Улла Визнер    | «Paradies, wo bist du?»       | 8     | 1-е   |
| 2     | Петер Бейл     | «Nur aus Liebe»               | 0     | 4-е   |
| 3     | Ангелина Монти | «Robertino»                   | 2     | 2-е   |
| 4     | Леони Брюкнер  | «Auch Du wirst geh’n»         | 0     | 4-е   |
| 5     | Нана Голди     | «Wunder die nie geschehen»    | 1     | 3-е   |
| 6     | Рене Колло     | «Alles Glück auf dieser Welt» | 0     | 4-е   |

## Страны, отдавшие баллы Германии
Число членов жюри в каждой стране было сокращено до 10 человек, которые распределяли 9 очков. Песня с наибольшим количеством голосов получала от данной страны 5 очков, со вторым результатом — 3 очка, и третья — 1 очко. В случае если бы одна песня получила все голоса, эта песня получала бы 9 очков, а если только 2 песни получали голоса, первой вручалось 6 очков, а второй — 3. Если 3 и более песни получали голоса, то первой давалось 5 очков, второй — 3 и третьей — 1 очко.
| В этом году Германия не получила ни одного балла |

## Страны, получившие баллы от Германии
| 5 баллов | Люксембург |
| 3 балла  | Франция    |
| 1 балл   | Италия     |